# Still Still Stellar
『Still Still Stellar』（スティル　スティル　ステラー）は、日本のバーチャルYouTuber、バーチャルアイドル星街すいせいの1stフルアルバム。2021年9月29日発売。発売元は所属事務所ホロライブプロダクションを運営するcover corp.。

## 概要
星街すいせいの初となるフルアルバム。星街すいせいは、当アルバムの発売以前はすべて音楽配信という形式をとっていたため、初の全国流通盤でもある。2021年7月8日に自身のYouTubeチャンネルで行われた配信において発売が予告された。
表題曲は『3時12分』にてコラボレーションしたTAKU INOUEが制作した『Stellar Stellar』を起用。当アルバムの発売決定が予告される前に行っていた3ヶ月連続両A面シングルリリースで配信された6曲『comet』、『天球、彗星は夜を跨いで』、『Bluerose』、『駆けろ』、『自分勝手Dazzling』、『バイバイレイニー』に加えて、デジタルシングルとして配信された『NEXT COLOR PLANET』、『GHOST』の2曲が既存曲として収録されている。さらに新曲として4曲が書き下ろされ、計12曲のフルアルバムとなった。
書き下ろし新曲を加えたすべての収録楽曲は2021年8月21日の3ヶ月連続両A面シングルリリース第3弾の披露配信において発表された。アルバム書き下ろし新曲は『Stellar Stellar』、『Andromeda』、『Je t'aime。』、『Starry Jet』。
レーベル「cover corp.」での実店舗で販売される個人のフルアルバムはホロライブプロダクション内で初となる。

## 解説
アルバムタイトル「Still Still Stellar」は星街すいせい自身のモチーフともなっている星から連想したものである。星街すいせいが当アルバム内で最も思い入れのある楽曲は「駆けろ」。全体としてアイドルらしい楽曲、輝いている一面を見せるようなイメージで制作された。

## チャート成績
初週16,117枚としてオリコン合算アルバム、アルバムランキングともに6位を記録した。デジタルランキングにおいては1位を記録。また、初週15,529枚としてBillboard JAPANによるBillboard Japan Hot Albumsでは初週4位、Top Albums Salesでは初週5位を記録した。Download Albumsでは1位を記録し、オリコンとBillboard JAPAN両社のランキングにおいてデジタルアルバム1位を達成することとなった。World Music AwardsがTwitterで発表する「TOP 10 ALBUMS ON WORLDWIDE ITUNES」では2位を記録。

## 収録曲
出典:
| #         | タイトル                   | 作詞         | 作曲               | 編曲               | 時間  |
| --------- | -------------------------- | ------------ | ------------------ | ------------------ | ----- |
| 1.        | 「Stellar Stellar」        | 星街すいせい | TAKU INOUE         | TAKU INOUE         | 5:01  |
| 2.        | 「NEXT COLOR PLANET」      | 星街すいせい | 酒井拓也           | 酒井拓也           | 4:19  |
| 3.        | 「天球、彗星は夜を跨いで」 | キタニタツヤ | キタニタツヤ       | キタニタツヤ       | 4:15  |
| 4.        | 「GHOST」                  | 星街すいせい | 佐藤厚仁           | 佐藤厚仁           | 4:43  |
| 5.        | 「バイバイレイニー」       | 堀江晶太     | 堀江晶太           | 堀江晶太           | 3:33  |
| 6.        | 「自分勝手Dazzling」       | Rute         | 酒井拓也           | 酒井拓也、河合泰志 | 3:39  |
| 7.        | 「Bluerose」               | 夏代孝明     | 夏代孝明           | 渡辺拓也           | 3:44  |
| 8.        | 「comet」                  | *Luna        | *Luna              | *Luna              | 4:04  |
| 9.        | 「Andromeda」              | ナノウ       | ナノウ             | ナノウ             | 4:54  |
| 10.       | 「Je t'aime。」            | 櫻澤ヒカル   | 櫻澤ヒカル         | 櫻澤ヒカル         | 3:21  |
| 11.       | 「Starry Jet」             | こだまさおり | 齋藤大、櫻澤ヒカル | 齋藤真也           | 4:10  |
| 12.       | 「駆けろ」                 | みきとP      | みきとP            | みきとP            | 3:52  |
| 合計時間: | 合計時間:                  | 合計時間:    | 合計時間:          | 合計時間:          | 49:41 |

## 初出
| #  | 曲名                   | 初出作品                                                | 発売日        | 品番       | 備考                                             |
| -- | ---------------------- | ------------------------------------------------------- | ------------- | ---------- | ------------------------------------------------ |
| 01 | Stellar Stellar        | 本作初収録                                              | 本作初収録    | 本作初収録 | 本作初収録                                       |
| 02 | NEXT COLOR PLANET      | デジタルシングル「NEXT COLOR PLANET」                   | 2020年3月22日 | CVRD-004   | 週間37位/登場回数4週 (オリコン デジタルシングル) |
| 03 | 天球、彗星は夜を跨いで | デジタルシングル「駆けろ / 天球、彗星は夜を跨いで」     | 2021年7月9日  | CVRD-055   | 週間24位/登場回数2週 (オリコン デジタルシングル) |
| 04 | GHOST                  | デジタルシングル「GHOST」                               | 2021年4月14日 | CVRD-040   | 週間11位/登場回数6週 (オリコン デジタルシングル) |
| 05 | バイバイレイニー       | デジタルシングル「自分勝手Dazzling / バイバイレイニー」 | 2021年8月22日 | CVRD-069   |                                                  |
| 06 | 自分勝手Dazzling       | デジタルシングル「自分勝手Dazzling / バイバイレイニー」 | 2021年8月22日 | CVRD-069   |                                                  |
| 07 | Bluerose               | デジタルシングル「Bluerose / comet」                    | 2021年6月26日 | CVRD-050   | 週間31位/登場回数3週 (オリコン デジタルシングル) |
| 08 | comet                  | デジタルシングル「Bluerose / comet」                    | 2021年6月26日 | CVRD-050   | 週間39位/登場回数3週 (オリコン デジタルシングル) |
| 09 | Andromeda              | 本作初収録                                              | 本作初収録    | 本作初収録 | 本作初収録                                       |
| 10 | Je t'aime。            | 本作初収録                                              | 本作初収録    | 本作初収録 | 本作初収録                                       |
| 11 | Starry Jet             | 本作初収録                                              | 本作初収録    | 本作初収録 | 本作初収録                                       |
| 12 | 駆けろ                 | デジタルシングル「駆けろ / 天球、彗星は夜を跨いで」     | 2021年7月9日  | CVRD-055   | 週間25位/登場回数2週 (オリコン デジタルシングル) |

## タイアップ
Stellar Stellar
テレビ朝日「musicるTV」10月度エンディングテーマ
スマホゲーム「D4DJ Groovy Mix」プレイ楽曲
NEXT COLOR PLANET
アーケードゲーム「WACCA」プレイ楽曲
スマホゲーム「D4DJ Groovy Mix」プレイ楽曲
アーケードゲームオンゲキプレイ楽曲
GHOST
スマホゲーム「Tokyo 7th シスターズ」プレイ楽曲
自分勝手Dazzling
アーケードゲーム「チュウニズム」プレイ楽曲